# Joseph Schacht
Joseph Schacht (Ratibor, 15 marzo 1902 – Englewood, 1º agosto 1969) è stato un orientalista tedesco naturalizzato britannico e uno dei più autorevoli esperti di diritto islamico in Occidente.
Nato in una famiglia cattolica, ricevette ben presto lezioni di ebraico. Studiò a Breslavia e a Lipsia Filologia classica e orientale, tra gli altri con Gotthelf Bergsträsser.
Nel 1925 ottenne il suo primo incarico accademico presso l'Università Albert-Ludwig di Brisgovia. Due anni più tardi divenne straordinario e nel 1929 professore di Lingue orientali. Nel 1932 ricevette una chiamata da Königsberg ma lasciò la Germania nel 1934 alla volta del Cairo, dove insegnò fino al 1939. Quindi si recò nel Regno Unito, dove lavorò per la BBC. Nel 1947 divenne cittadino britannico. 
Ha insegnato all'Università di Oxford dal 1946. Nel 1954 si recò nei Paesi Bassi per tenere corsi presso l'Università di Leida. Tra il 1957 e il 1958 fu negli Stati Uniti e insegnò presso la Columbia University di New York, dove nel 1959 divenne professore ordinario di Studi arabi e islamici. Nel 1969 divenne professore emerito.
Il suo più importante contributo fu la sua serrata e documentata critica al modo in cui sarebbero state organizzati i ḥadīth d'interesse giuridico. Riprendeva per questo le linee già tracciate da Ignaz Goldziher che aveva spostato molto in avanti (per lo più al III secolo dell'Egira) l'effettiva redazione delle tradizioni, proiettate poi artificiosamente all'indietro dai giuristi musulmani che vollero accreditare la loro effettiva raccolta ai primissimi tempi dell'Islam.

## Opere
- An Introduction to Islamic Law. Oxford University Press 1964 (tr. it. Introduzione al diritto musulmano, Torino, Edizioni Fondazione Giovanni Agnelli, 1995).
- The Origins of Muhammadan Jurisprudence, Oxford University Press 1967.